# فيلهلم مونكه
فيلهلم مونكه (بالألمانية: Wilhelm Mohnke) (15 مارس 1911 - 6 أغسطس 2001) واحد من الأعضاء الـ 120 الذي تأسست بهم الوحدة الوقائية النازية في مارس 1933 في برلين، وفيه ترقي حتى أصبح واحدًا من آخر جنرالات أدولف هتلر الذين تبقوا حتى نهاية الحرب العالمية الثانية.
انضم مونكه للحزب النازي في 1 سبتمبر 1931، ثم إنضم للوحدة الوقائية وشارك معها في بعض العمليات في فرنسا وبولندا والبلقان. تولى قيادة فوج في فرقة دبابات الوحدة الوقائية الثانية عشر، وشارك معه في معركة كا، ولبسالته في المعركة حصل صليب الفارس الحديدي في 11 يوليو 1944. كما شارك في معركة الثغرة في 16 ديسمبر 1944. ظل مونكه في الخدمة حتى الأيام الأخيرة للحرب في أوروبا، وخلال معركة برلين تولى قيادة إحدى الوحدات التي كانت مسئولة عن الدفاع عن الحكومة المحلية في برلين، بما في ذلك مستشارية الرايخ ومبنى الرايخستاغ (الملقب بـ "القلعة").
استسلم مونكه للسوفييت بعد أن سقطت برلين، ونقل جوًا إلى موسكو في 9 مايو 1945، حيث تم استجوابه واحتجازه في حبس انفرادي حتى عام 1949، عندما تم نقله إلى سجن الجنرالات في وويكوو، وبقي في الأسر حتى 10 أكتوبر 1955. وبعد الإفراج عنه عمل كتاجر شاحنات صغيرة ومقطورات في ألمانيا. وتوفي في قرية ساحلية في ألمانيا في أغسطس 2001.